# La Course du flambeau (Hervieu)
La Course du flambeau est une pièce de théâtre, comédie dramatique en quatre actes de Paul Hervieu, représentée pour la première fois au Théâtre du Vaudeville, le 17 avril 1901.

## Résumé
- Acte I : Sabine Revel, veuve, refuse d'épouser l'Américain Stangy, craignant que cela provoque des difficultés pour l'établissement de Marie-Jeanne, sa fille. Celle-ci épouse par la suite Didier Maravon.
- Acte II : Didier Maravon est menacé de faillite faute de pouvoir trouver 300 000 francs. Sabine demande cette somme à sa mère, madame Fontenais, qui refuse obstinément. Sabine en désespoir de cause, écrit à Stangy, reparti aux États-Unis.
- Acte III : Stangy ne répond pas. Sabine vole des titres à sa mère, imite sa signature pour pouvoir les liquider, mais échoue finalement. Le docteur prescrit à Marie-Jeanne, tombée malade de désespoir, un séjour en Engadine. Sa mère et sa grand-mère l'y accompagnent.
- Acte IV : Sabine retrouve, en Engadine, Stangy, marié. Ce dernier accepte de prêter l'argent nécessaire à Didier et lui offre un poste aux États-Unis dans une de ses entreprises. Sabine essaie de convaincre sa fille de ne pas suivre son mari à l'étranger, mais celle-ci refuse de rester auprès de sa mère et rompt avec elle. Sabine reste seule avec madame Fontenais, qui meurt peu après.

## Distribution
| Acteurs et actrices ayant créé les rôles |                        |
| Personnage                               | Acteur ou actrice      |
| Maravon père                             | Léon Lérand            |
| Stangy                                   | Gaston Dubosc          |
| Didier Maravon                           | Paul Numa              |
| Gribert                                  | Louis Leubas           |
| Le docteur                               | Nertann                |
| Jirbin                                   | Georges Mauloy         |
| Sabine Revel                             | Réjane                 |
| Madame Fontenais                         | Suzanne Daynes-Grassot |
| Madame Ponthionne                        | Juliette Darcourt      |
| Marie-Jeanne                             | Jeanne Bernou          |
| Madame Gribert                           | Jane Morlet            |

## Filmographie
La Course du flambeau a été adapté au cinéma en 1918, par Charles Burguet, avec Léon Mathot, Jacques Robert, Suzanne Delvé, Maryse Dauvray.